# Ergástulo

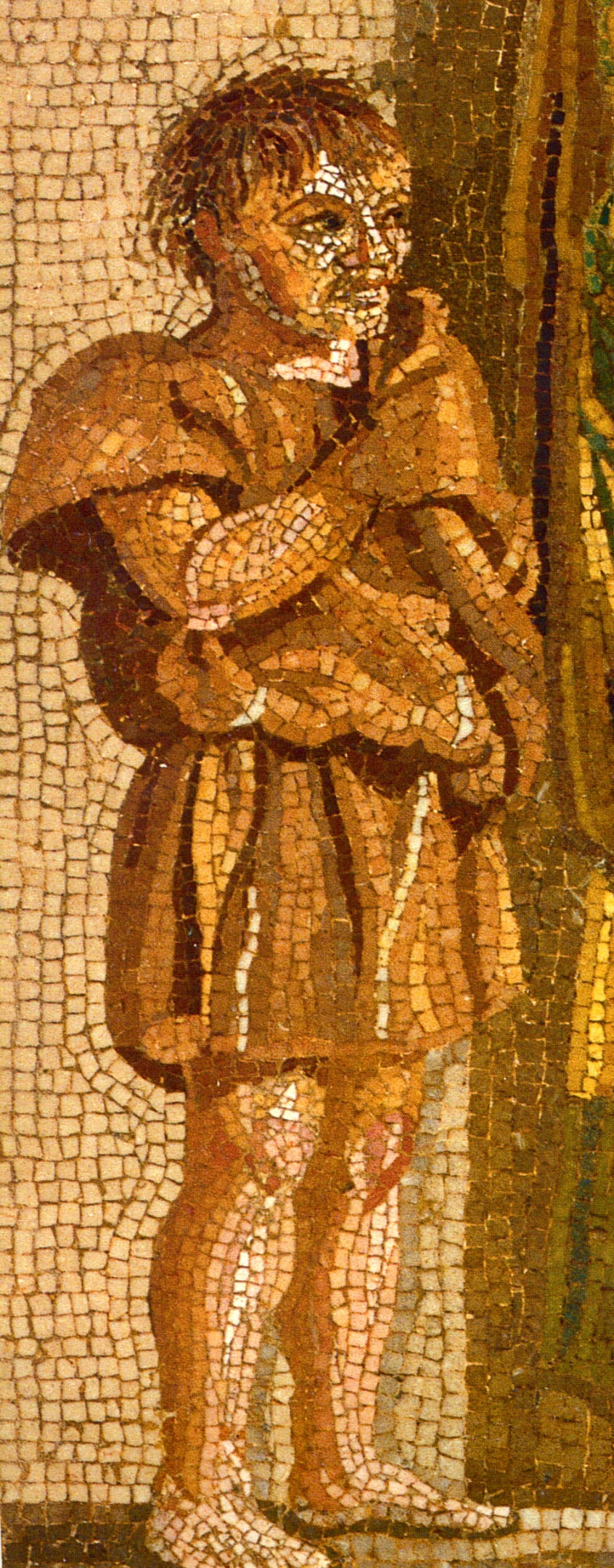
Mosaico de Pompeya.

Un ergástulo (en latín, ergastulum —singular— o ergastula —plural—) era una prisión que existía en las ciudades de la antigua Roma,  donde eran encerrados los esclavos que desagradaban u ofendían al dueño de alguna manera, con el fin de castigarlos y corregir su comportamiento. También podían encerrar allí a los prisioneros de guerra que no habían sido vendidos y a los hombres libres que delinquían. Al prisionero allí encerrado se le llamaba ergástulo, y por extensión también se usaba esta palabra para denominar al conjunto de criados y esclavos de una casa. El ergastulum estaba a cargo de un esclavo de confianza llamado ergastidarius.
Estas cárceles generalmente se construían bajo tierra y sólo tenían unas pequeñas ventanas para dar luz, a una altura que no se podía llegar con la mano. Al realizarse excavaciones en Pompeya, se han encontrado lugares de esta clase, de cuyas paredes pendían argollas para asegurar a los prisioneros, que solían permanecer encadenados dentro de la celda. Si algún esclavo agredía al amo o escapaba del encierro, sus compañeros eran castigados por no haber colaborado en socorrer al amo o evitar la huida. En una ocasión fueron ejecutados 400 esclavos por no haber socorrido a un propietario asesinado por uno de sus esclavos dentro de la celda.
Aunque estas prisiones son mencionadas desde muy pronto, ganaron importancia a partir de la expansión mediante conquistas del Imperio romano. Era costumbre reducir a la condición de esclavos a los prisioneros de guerra, que generalmente eran vendidos a los mercaderes que seguían a los ejércitos en sus expediciones militares. Los ergastula eran utilizados por los mercaderes para guardar a los prisioneros por las noches durante el viaje al destino definitivo, y como forma de iniciar la re-educación de los mismos en su papel de esclavos, puesto que muchos de ellos conservaban tendencias a la rebeldía. Una vez en su destino, los patricios que podían permitirse esclavos, encerraban durante la noche a los que no les inspiraban confianza.
La suerte de estos esclavos no mejoró hasta el tiempo de Adriano, que abolió los ergastula y dictó algunas medidas en favor de los mismos.